# Tamania
Tamania là một chi thực vật có hoa trong họ Cúc (Asteraceae).

## Loài
Chi Tamania gồm các loài: